# Аленсвил (Кентаки)
Аленсвил (енгл. Allensville) град је у америчкој савезној држави Кентаки.

## Демографија
По попису из 2010. године број становника је 157, што је 32 (-16,9%) становника мање него 2000. године.
| Група             | 2000.       | 2010.       |
| Белци             | 133 (70,4%) | 120 (76,4%) |
| Афроамериканци    | 53 (28,0%)  | 29 (18,5%)  |
| Азијати           | 0 (0,0%)    | 0 (0,0%)    |
| Хиспаноамериканци | 3 (1,6%)    | 4 (2,5%)    |
| Укупно            | 189         | 157         |